# Museo de Arte Fernando Saldías Diaz
El Museo de Arte "Fernando Saldías Diaz" es un museo de arte ubicado en el distrito de Lince de la ciudad de Lima, Peru. Es actualmente un espacio cultural donde se fomenta la educación y la difusión del arte de renombrados maestros como Rembrandt, Tiziano, Rubens y otros, a través de las reproducciones realizadas por el pintor y escultor peruano Fernando Saldías  Díaz. Desde 1969, cuando fue inaugurada como galería de arte, la institución ofrece una acercamiento directo a algunas de las más destacadas obras pictóricas europeas de los siglos XVII y XVIII. En 2010 la institución es reinaugurada a manera de museo de arte, condición que preserva hasta la actualidad. Además de su función museística, en su local se desarrollan recitales musicales, entre otras actividades.